# Nova Palmeira
Nova Palmeira là một đô thị thuộc bang Paraíba, Brasil. Đô thị này có diện tích 310,348 km², dân số năm 2007 là 3760 người, mật độ 12,1 người/km².